# Deinacrida fallai
Deinacrida fallai is een rechtvleugelig insect uit de familie Anostostomatidae. De wetenschappelijke naam van deze soort is voor het eerst geldig gepubliceerd in 1950 door Salmon.
1. ↑  (en) Deinacrida fallai op de IUCN Red List of Threatened Species.